# Rudolf Balogh
Pour les articles homonymes, voir Balogh.
Dans le nom hongrois Balogh Rudolf, le nom de famille précède le prénom, mais cet article utilise l’ordre habituel en français Rudolf Balogh, où le prénom précède le nom.
Rudolf Balogh, né le 1er septembre 1879 à Budapest, et mort le 9 octobre 1944 dans la même ville, est un photo-journaliste et photographe artistique hongrois, connu pour ses clichés donnant une image romantique des paysages et de la vie paysanne de la Hongrie des années 1920 et 1930.

## Biographie
Rudolf Balogh naît le 1er septembre 1879 à Budapest.
Il apprend les bases de la photographie à Győr chez un professeur photographe amateur, et suit une formation professionnelle à l'institut Lehr- und Versuchsanstalt de Vienne. Il publie à partir de 1903 ses photographies dans l'hebdomadaire Vasárnapi Újság, à ses débuts des photographies sociales fortes et expressives, puis pendant la Première Guerre mondiale des clichés sur le thème de la guerre, dont certains ont une valeur historique. Il joue un grand rôle en tant que photo-reporter dans les débuts en 1925 du supplément illustré du quotidien Pesti Napló. Dans les années 1930, il devient directeur du laboratoire du Bureau du film hongrois (Magyar Film Iroda), où il travaille jusqu'à sa mort, le 9 octobre 1944 dans sa ville natale.

## Œuvre de style hongrois
Il est le principal représentant d'un style photographique de l'entre-deux-guerres dit « à la hongroise » (magyaros), qui est une pratique photographique esthétisante caractérisée notamment par l'attirance pour la lumière forte et le contre-jour, l'usage d'objectif ou de convertisseur adoucissant le tracé, la recherche de compositions difficiles, les scènes de genre folklorisantes et l'éloge de la grande plaine hongroise.
Il a alors pour thème principal le monde des villages, et sa présentation d'une vie populaire gaie et d'un bonheur romantique campagnard joue un rôle essentiel dans la représentation de la Hongrie faite à l'époque dans les matériaux d'enseignement des écoles, dans les images placées dans les wagons de chemin de fer, dans les publications touristiques, etc. L'image du pays qu'il crée correspond tout à fait au titre « La Hongrie pittoresque » d'un ouvrage dont la plupart des photographies sont les siennes (Elemér Miklós, Das malerische Ungarn, Budapest, Cserépfalvi, 1934). Même dans ce genre particulier, il est principalement reconnu pour sa grande connaissance technique et son sens de la composition et de l'équilibre.